# 8984 Derevyanko
A 8984 Derevyanko (ideiglenes jelöléssel 1977 QD3) a Naprendszer kisbolygóövében található aszteroida. Nyikolaj Sztyepanovics Csernih fedezte fel 1977. augusztus 22-én.